# Vaudrecourt
Vaudrecourt é uma comuna francesa na região administrativa de Grande Leste, no departamento de Haute-Marne. Estende-se por uma área de 2,6 km². Em 2010 a comuna tinha 35 habitantes (densidade: 13,5 hab./km²).